# لوییس سوارز
لوییس آلبرتو سوارز دیاز (به اسپانیایی: Luis Alberto Suárez Díaz) (زاده ۲۴ ژانویهٔ ۱۹۸۷) بازیکن فوتبال اهل اروگوئه است که برای باشگاه فوتبال اینتر میامی در لیگ برتر آمریکا بازی می‌کند. سوارز یکی از بهترین بازیکنان نسل خود در جهان و نیز یکی از بهترین مهاجم نوک‌های تاریخ فوتبال به شمار می‌رود. او  از معدود فوتبالیست‌هایی است که بیش از ۵۰۰ گل را در رقابت‌های باشگاهی و ملی به ثمر رسانده و پس از لیونل مسی و سزار رودریگز، سومین گلزن تاریخ باشگاه بارسلونا است. او در سال‌های ۲۰۱۴ و ۲۰۱۶ به عنوان بهترین گلزن فصل اروپا، کفش طلای اروپا را دریافت کرد، او در سال ۲۰۱۶ بالاتر از   لیونل مسی و کریستیانو رونالدو بهترین گلزن فصل لا لیگا شده‌بود.
سوارز فوتبال حرفه‌ای را سال ۲۰۰۳ از باشگاه ناسیونال اروگوئه در ردهٔ جوانان شروع کرد و با آن تیم قهرمان لیگ کشورش شد. او در سال ۲۰۰۷ به آژاکس آمستردام پیوست و در دوران حضورش در این باشگاه ۱۱۱ گل را به ثمر رساند. او در سال ۲۰۱۰ اولین افتخار تیمی خود را با قهرمانی در جام حذفی هلند تجربه کرد و آقای گل لیگ برتر هلند و بهترین بازیکن سال فوتبال هلند شد. سوارز در سال ۲۰۱۱ با آژاکس توانست لیگ هلند را نیز فتح کند. او در ژانویه ۲۰۱۱ به لیورپول فروخته‌شد و در فصل ۱۴–۲۰۱۳ با این تیم به نایب‌قهرمانی در لیگ جزیره دست یافت. او همچنین در این فصل جایزهٔ بازیکن سال فوتبال انگلستان را دریافت کرد و به همراه کریستیانو رونالدو مشترکاً بهترین گلزن سال اروپا شد.
سوارز پس از آن با قراردادی به قیمت ۸۲٫۳ میلیون یورو به بارسلونا پیوست و یکی از گران‌قیمت‌ترین بازیکنان جهان شد. او در اولین فصل حضورش با بارسلونا در کنار لیونل مسی و نیمار، خط حمله این تیم، با عملکرد درخشان خود به همراه این تیم به قهرمانی در سه‌گانه لا لیگا، کوپا دل ری و لیگ قهرمانان اروپا ۱۵–۲۰۱۴ رسید. سوارز در فصل ۱۶–۲۰۱۵ درحالی‌که در ۶ فصل گذشته تنها مسی و رونالدو به این عنوان رسیده بودند، آقای گل لا لیگا شد و عناوین بهترین گلزن و بیشترین پاس گل را به طور همزمان دریافت کرد. سوارز در آن فصل با ۴۰ گلِ زده برای بار دوم برنده کفش طلای اروپا شد و به سلطهٔ شش سالهٔ مسی و رونالدو بر آقای گلی در لالیگا و اروپا پایان داد. او در سال ۲۰۲۰ به باشگاه اتلتیکو مادرید پیوست و در فصل اول حضورش قهرمان لا لیگا ۲۱–۲۰۲۰ و بهترین بازیکن در این فصل لا لیگا شد.
سوارز در ردهٔ ملی ۱۴۳ بار برای تیم ملی اروگوئه به میدان رفته و چهار دورهٔ جام جهانی ۲۰۱۰، ۲۰۱۴، ۲۰۱۸ و ۲۰۲۲ را با تیم ملی کشورش تجربه کرده‌است. او بهترین گلزن ملی تمام دوران‌های فوتبال در اروگوئه است. سوارز با ۴ گل، نقش زیادی در قهرمانی اروگوئه در کوپا آمریکا ۲۰۱۱ داشت و به عنوان بهترین بازیکن این جام، توپ طلای بهترین بازیکن را برنده شد.

## دوران باشگاهی

### ناسیونال
سوارز در سن ۱۴ سالگی وارد تیم ناسیونال شد؛ و از سال ۲۰۰۵ وارد تیم بزرگسالان ناسیونال شد و در سپتامبر ۲۰۰۵ اولین گلش را زد. ناسیونال در این فصل قهرمان لیگ اروگوئه شد. او در پایان فصل در ۲۷ بازی ۱۰ گل زد.
لوئیس سوارز فوتبال را از سنین پایین آغاز کرد و در سن چهارده سالگی به آکادمی جوانان باشگاه ناسیونال پیوست. دو سال بعد به دلیل مواجهه با کارت قرمز داور در یکی از مسابقات ناسیونال، با سر به داور ضربه زد. زمانی که عضو باشگاه ناسیونال بود، یک شب در حالت مستی در یک پارتی شبانه دستگیر شد، بعد از این اتفاق سرمربی آکادمی ناسیونال او را تهدید کرد که تا به شکل جدی تمرکز خود را بر روی فوتبال نگذارد و از این چنین کارهایی دست نکشد، به زمین مسابقه برنخواهد گشت. در ماه مه سال ۲۰۰۵ در حالی که هجده ساله بود برای اولین بار پیراهن تیم بزرگسالان ناسیونال را در مقابل تیم اتلتیکو جونیورِ کلمبیا بر تن کرد، این دیدار از سری رقابت‌های جام کوپالیبرتادورس برگزار شد. سوارز اولین گل خود را برای تیم بزرگسالان ناسیونال در ماه سپتامبر سال ۲۰۰۵ زد و با زدن ده گل در بیست و هفت حضورش برای ناسیونال در طول فصل ۲۰۰۶–۲۰۰۵ به قهرمانی تیم اروگوئه ای در مسابقات آن فصل کمک زیادی کرد.
در زمانی که مأموران استعدادیابی باشگاه خرونینگن هلند برای بررسی عملکرد و وضعیت بازیکن دیگری به اروگوئه رفته بودند، توجهشان به سوارز جلب شد. نمایش بسیار خوب سوارز در جریان مسابقه ناسیونال و دفنسور اسپورتینگ باعث شد که مأموران باشگاه خرونینگن بر جذب سوارز پافشاری کنند. بعد از پایان مسابقات آن فصل باشگاه خرونینگن سوارز را با قیمت هشتصد هزار یورو از ناسیونال خرید. از آن جایی که سوفیا بالبی همسر فعلی سوارز قبلاً به شهر بارسلونا رفته و در آن جا اقامت گزیده بود، ستاره اروگوئه ای از نقل مکان به اروپا بسیار خوشحال شد. آن‌ها از سال‌های قبل با هم ارتباط داشتند و سوارز می‌خواست به او نزدیک تر شود.

### خرونیگن
سوارز در ابتدای حضور خود در باشگاه جدید تا حدی دچار مشکل بود چون نمی‌توانست به زبان هلندی یا انگلیسی صبحت کند. همچنین سوارز در بدو ورود خود به باشگاه جدید وارد تیم دومِ خرونینگن شد تا ابتدا با شرایط باشگاه جدید و همچنین فوتبال هلند آشنا شود. برونو سیلوا که عضو باشگاه هلندی بوده و هم ملیتی سوارز هم بود، در راه جا افتادن در خرونینگن و انطباق با شرایط جدید به سوارز کمک کرد. سوارز تلاش زیادی کرد تا زبان هلندی را بیاموزد و پشتکار او در این زمینه احترام هم تیمی‌هایش را برانگیخت. اما سوارز در حالی که برای خرونینگن گلزنی می‌کرد، مشکلات انضباطی هم داشت. او در پنج مسابقه خرونینگن در ماه ژانویه سال ۲۰۰۷ سه بار گلزنی کرد، سه بار کارت زرد گرفت و یک بار هم از زمین اخراج شد. تأثیر سوارز به خصوص در پیروزی چهار بر سه خرونینگن بر ویتسه بسیار قابل توجه بود. در جریان این مسابقه سوارز ده دقیقه مانده به پایان بازی، دو بار گلزنی کرد و یک پنالتی هم برای تیمش گرفت. سوارز این فصل را با ده گل در بیست و نه مسابقه به پایان رسانید و در رده هشتی خرونینگن در پایان فصل ۲۰۰۷–۲۰۰۶ تأثیر زیادی داشت. او در اولین مسابقه اروپایی خود برای خرونینگن در مقابل پارتیزان بلگراد که نهایتاً با شکست چهار بر دوی خرونینگن به پایان رسید، باز هم برای تیمش گلزنی کرد. متعاقب عملکرد سوارز در مسابقات آن فصل باشگاه آژاکس یک پیشنهاد سه و نیم میلیون یورویی را برای جذب این ستاره اروگوئه ای مطرح کرد، اما خرونینگن این پیشنهاد را رد کرد، لوئیس سوارز که از مخالفت باشگاهش با این انتقال ناراحت شده بود، موضوع اختلاف را در فدراسیون فوتبال هلند مطرح کرد تا بتواند مسئله پیوستنش به آژاکس را حل کند، اما این فدراسیون در تاریخ نهم اگوست سال ۲۰۰۷ علیه او رأی داد، البته در همان روز خرونینگن مبلغ پیشنهادی خود را به ۷٫۵ میلیون یورو افزایش داد و باشگاه آژاکس این پیشنهاد را پذیرفت.

### آژاکس
سران باشگاه آژاکس برای به خدمت گرفتن سوارز مبلغ ۳٫۵ میلیون یورویی را به گرونینگن پیشنهاد دادند اما آن‌ها را رد کردند سوارز از این تصمیم گرونینگن ناراحت شد، اما آژاکس با افزایش رقم پیشنهاد خود به ۷٫۵ میلیون یورو او را برای ۵ سال از گرنینگن خریدند. سوارز در زمان حضورش در آژاکس در ۱۴۳ بازی ۹۷ گل به ثمر رساند.

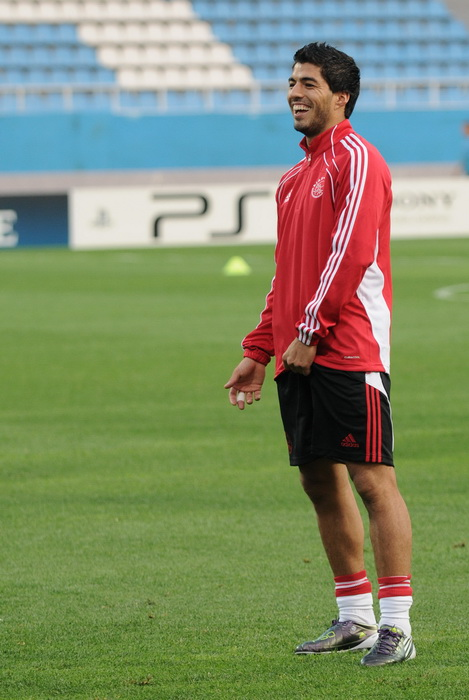
۲۰۱۰

ستاره اروگوئه ای نهایتاً یک قرارداد پنج ساله با آژاکس آمستردام امضا کرد و اولین مسابقه خود را برای آژاکس در مسابقه ای از مرحله مقدماتی لیگ قهرمانان اروپای فصل ۲۰۰۸–۲۰۰۷ با تیم اسلاویا پراگ برگزار کرد. او همچنین در نخستین مسابقه خود از رقابت‌های لیگ دسته اول فوتبال هلند با پیراهن تیم جدید گلزنی کرد. او همچنین در نخستین مسابقه خانگی برای تیمش دو بار دروازه حریف را باز کرد. آژاکس در پایان فصل ۲۰۰۸–۲۰۰۷ بر رده دوم جدول لیگ دسته اول فوتبال هلند تکیه زد و سوارز از سی و سه مسابقه اش برای باشگاه هلندی در طول مسابقات این فصل ۱۷ بار گلزنی کرده و زوج تهاجمی قدرتمندی را در کنار کلاس یان هونته لار تشکیل داد. مارکو فان باستن سرمربی وقت آژاکس در طول مسابقات فصل ۲۰۰۹–۲۰۰۸ علاوه بر تأیید نقش غیرقابل انکار سوارز در گل‌های تیمش نگران کارت‌های زرد بسیاری بود که ستاره تهاجمی آژاکس در بازی‌ها می‌گرفت. ستاره اروگوئه ای در طول دیدارهای همین فصل تیمش در لیگ به دلیل دریافت هفت کارت زرد یک جلسه از همراهی آژاکس محروم شد. سوارز در طول رقابت‌های فصل ۲۰۰۹–۲۰۰۸ بیست و دو بار دروازه حریفان را باز کرد و در جدول گلزنان برتر در رده دوم نشست، سوارز همچنین در پایان این فصل به عنوان بهترین بازیکن آژاکس شناخته شد.
قبل از آغاز فصل ۲۰۱۰–۲۰۰۹ مارکو فان باستن جای خود در راس کادر فنی آژاکس به مارتین یول داد، بعد از ترک آژاکس به وسیله توماس ورمائلن کاپیتان وقت آژاکس، سرمربی جدید باشگاه هلندی سوارز را به عنوان کاپیتان جدید تیم معرفی کرد. سوارز در فصل جدید درخشش خود را زود آغاز کرده و در دیدار با تیم آر- کی سیِ والویک که به پیروزی چهار بر یک آژاکس ختم شد، هت تریک کرد. در طول رقابت‌های این فصل چندین بار پیش آمد که سوارز در جریان یک مسابقه بیش از یک بار دروازه حریفان را باز کرد، از آن جمله در تاریخ بیست و یکم اوت سال ۲۰۰۹ در دو دیدار رفت و برگشت با تیم اسلُوان براتیسلاوا از رقابت‌های مرحله پلی آف لیگ اروپای فصل ۲۰۱۰–۲۰۰۹ چهار بار گلزنی کرد، او همچنین در دیدار با تیم‌های وِنلو و رودا جی سی کِرکِراد چهار بار دروازه حریفان تیمش را باز کرد. در دیدار جام حذفی با تیم وزپ ۶ بار دروازه حریف را باز کرد و در دیدار برگشت فینال این رقابت‌ها هم دو بار گلزنی کرد و نهایتاً بر صدر جدول گلزنان برتر این رقابت‌ها نشست. سوارز در پایان این فصل با زدن سی و پنج گل در سی و سه مسابقه به عنوان بهترین گلزن لیگ دسته اول فوتبال هلند انتخاب شد. او همچنین برای دومین بار متوالی به عنوان بهترین بازیکن سال آژاکس شناخته شد و همچنین توانست عنوان بهترین بازیکن سال لیگ هلند را به خود اختصاص دهد.

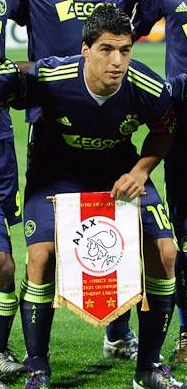
قبل از بازی برای آژاکس در ۲۰۱۰

در تاریخ بیستم نوامبر سال ۲۰۱۰ تیم‌های آژاکس و آیندهوون در مقابل هم قرار گرفتند که لوئیس سوارز در جریان این دیدار گردن عثمان باکال بازیکن حریف را گاز گرفت. متعاقب این حرکت باشگاه آژاکس او را برای دو مسابقه از همراهی تیمش محروم کرد و به پرداخت مقدار مبلغ فاش نشده‌ای جریمه کرد. بعد از اقدام غیر ورزشی سوارز در جریان مسابقه با آیندهوون نشریه دی تلگراف در مقاله ای لقب آدمخوارِ آژاکس را به سوارز داد. فدراسیون فوتبال هلند میزان محرومیت سوارز را به هفت جلسه افزایش داد. بعد از افزایش محرومیت سوارز، او ضمن انتشار یک پیام ویدئویی در صفحه فیس بوک خود از اعمال غیر ورزشی اش عذرخواهی کرد. در طول مدت محرومیت سوارز، آژاکس مذاکراتی را با باشگاه‌های خواهان سوارز انجام داد و نهایتاً در تاریخ ۲۸ اُم ژانویه سال ۲۰۱۱ پیشنهاد ۲۶٫۵ میلیون یورویی لیورپول برای جذب سوارز از طرف باشگاه هلندی پذیرفته شد.

### لیورپول

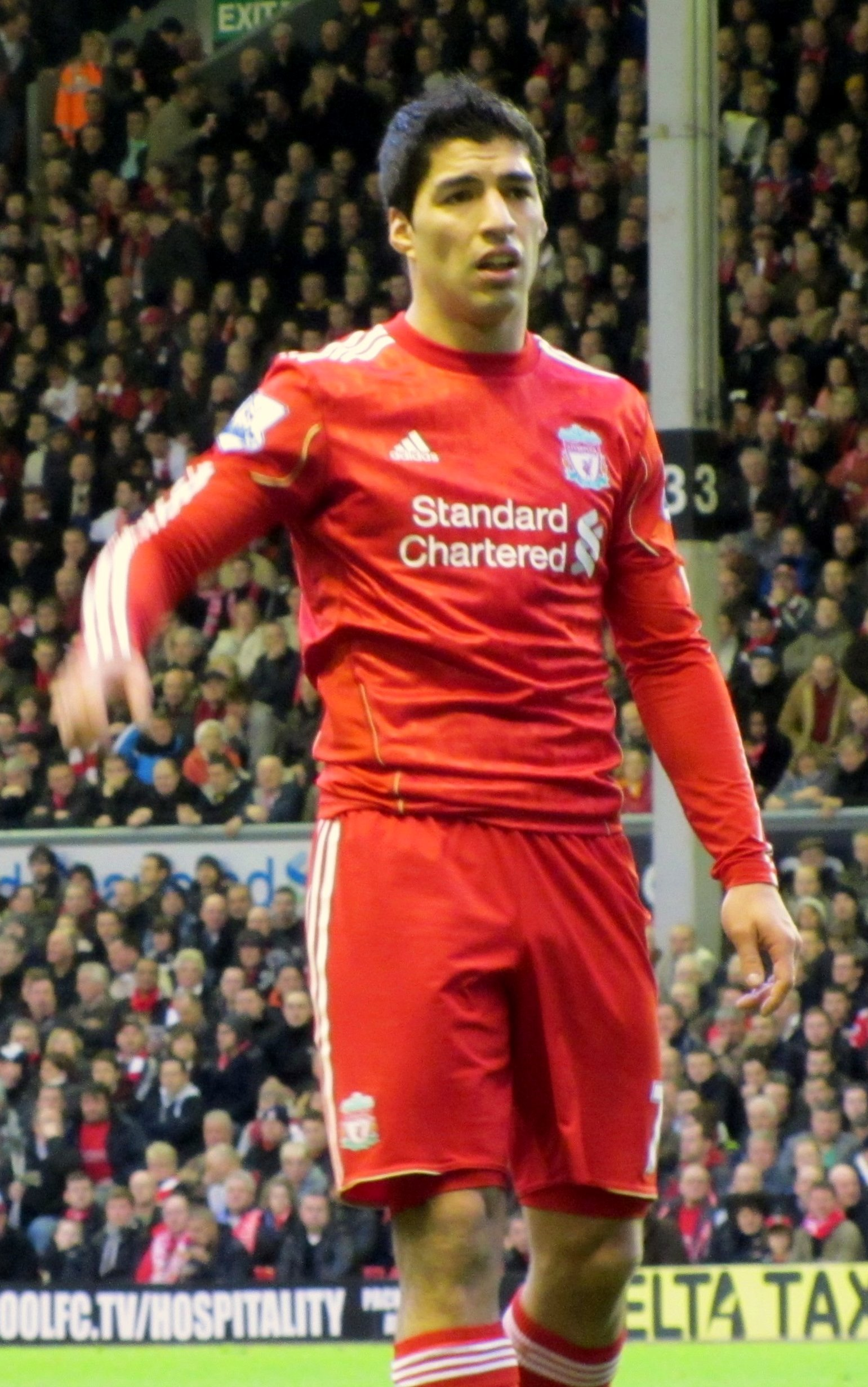
در ۲۰۱۲

در فصل ۱۱–۲۰۱۰ سوارز را با قراردادی ۵ ساله و با مبلغ ۲۲٫۸ میلیون پوند به لیورپول انگلیس پیوست. سوارز اولین گل خود را برای لیورپول در ۲ فوریه برابر استوک سیتی به ثمر رساند.
سوارز در فصل ۲۰۱۳/۱۴ با زدن ۳۱ گل در رقابت‌های لیگ برتر انگلیس به همراه کریستیانو رونالدو بهترین گلزن اروپا لقب گرفت و جایزه کفش طلا اروپا را دریافت کرد.

#### فصل ۱۱–۲۰۱۰
لوئیس سوارز با پیوستن به لیورپول قراردادی پنج سال و نیمه با این تیم امضا کرد و با مبلغ قرارداد ۲۲٫۸ میلیون پوند راهی آنفیلد شد. تا چند ساعت قبل از امضای قرارداد اندی کارول با لیورپول که با مبلغی به میزان ۳۵ میلیون پوند صورت گرفت، ستاره اروگوئه ای گران‌قیمت‌ترین بازیکن باشگاه آنفیلدی شمرده می‌شد. لوئیس سوارز از مسئولان باشگاه آنفیلدی درخواست پوشیدن شماره هفت را داشت، در حالی که نمی‌دانست این پیراهن به وسیله اسطوره‌های بزرگ فوتبال این باشگاه همچون سرمربی وقت یعنی کنی دالگیش یا اسطوره ای نظیر کِوین کیگان پوشیده شده.

#### فصل ۱۲–۲۰۱۱ و فصل ۱۳–۲۰۱۲
در تاریخ بیست و نهم سپتامبر سال ۲۰۱۲ سوارز در جریان مسابقه خارج از خانه تیمش با نوریچ سیتی هت تریک کرد. در تاریخ ششم ژانویه ۲۰۱۳ و در دیدار مرحله سوم جام حذفی باشگاه‌های انگلستان بین لیورپول و منسفید که نهایتاً به پیروزی دو بر یک قرمزهای آنفیلدی ختم شد، سوارز گل پیروزی تیمش را زد. البته سوارز قبل از این که این گل را بزند، مرتکب خطای هند هم شده بود. بعد از این مسابقه براندن راجز با دفاع از مهاجم تیمش گفت که این وظیفه سوارز نیست که اعتراف به انجام خطای هند قبل از به ثمر رسیدن گلش کند و او ناچار به این کار نیست، در عین حال پائول کوکس سرمربی تیم منسفیلد ضمن اذعان به این که پذیرش گل حریف بعد از انجام خطای هند برایش کمی سخت بوده، تأکید کرد که اگر یکی از بازیکنان منسفیلد این کار را انجام می‌داد، او این مسئله را رد نمی‌کرد.
لوئیس سوارز در ماه ژانویه و در دیدار مرحله چهارم جام حذفی با تیم اولدهام اتلتیک برای نخستین بار بازوبند کاپیتانی لیورپول را بر بازو بست. ستاره اروگوئه ای در روز دوم مارس و در دیدار با ویگان هت تریک کرده و لیورپول را به پیروزی چهار بر صفر رسانید، او با گل‌های خود در این مسابقه به تعداد بیست گل در مسابقات یک فصل لیگ برتر رسید و بدین ترتیب بعد از رابی فاولر و فرناندو تورس سومین بازیکنی در تاریخ لیگ برتر شد که توانسته در طول یک فصل بیست بار دروازه حریفان را باز کند. با این پیروزی، لیورپول نوار عدم ناکامی تاتنهام در ۱۲ مسابقه پیاپی را پاره کرد. او همچنین با گرفتن یک پنالتی که جرارد آن را تبدیل به گل کرد، به عنوان بهترین بازیکن زمین شناخته شد.
در پایان فصل ۲۰۱۳–۲۰۱۲ سوارز در لیست شش نفره برای دریافت عنوان بهترین بازیکن سال انگلستان (PFA PLAYER OF THE YEAR) قرار گرفت. او در رای‌گیری نهایی بعد از گرت بیل به عنوان نفر دوم انتخاب شد. ستاره اروگوئه ای همچنین به عنوان یکی از بازیکنان لیست چهل و چهار نفره تیم منتخب فوتبالیست‌های حرفه ای (Professional Footballers' Association Team of the Year) انتخاب شد. سوارز در پایان این فصل با بیست و سه گل زده در لیگ برتر عنوان دومین گلزن برتر این رقابت‌ها را از آن خود کرد. او همچنین با زدن سی گل برای لیورپول در طول فصل ۲۰۱۳–۲۰۱۲ عنوان بهترین گلزن قرمزهای آنفیلدی را در همه مسابقات فصل به دست آورد. در روز بیست وهشتم می ماه سال ۲۰۱۳ یک نظرسنجی برای تعیین بهترین بازیکن فصل لیورپول انجام شد که سوارز ۶۴ درصد آرای این نظرسنجی را به خود اختصاص داد. در روز بیست و یکم آوریل و در جریان مسابقه لیورپول و چلسی که با نتیجه تساوی دو بر دو به پایان رسید، لوئیس سوارز برای بار دوم اقدام به گاز گرفتن دست بازیکنان حریف کرد، این بار او دست برانیسلاو ایوانوویچ مدافع صربستانی آبی‌های لندن را گاز گرفت، البته حرکت او از سوی داوران نادیده گرفته یا دیده نشد و سوارز توانست در وقت‌های تلف شده گل تساوی قرمزهای آنفیلدی را هم بزند. متعاقب این مسئله دیوید کامرون نخست‌وزیر انگلستان از اتحادیه فوتبال این کشور خواست مجازات سنگین تری را برای ستاره اروگوئه ای در نظر بگیرد. اتحادیه فوتبال انگلستان سوارز را به انجام اعمال خشونت‌آمیز متهم کرد. او همچنین از سوی باشگاهش با یک جریمه فاش نشده مواجه گردید. نهایتاً برانیسلاو ایوانوویچ عذرخواهی سوارز را نپذیرفت. سوارز این مسئله را قبول کرد که حرکت او باید با مجازات روبرو شود، اما ادعای اتحادیه فوتبال انگلستان را مبنی بر ناکافی بودن محرومیت سه جلسه ای را رد کرد. یک هیئت مستق سه نفره منتخبِ اتحادیه فوتبال انگلستان تصمیم گرفت سوارز را برای ده مسابقه از همراهی تیمش محروم کند. سوارز این میزان محرومیت را نپذیرفت و متعاقب این مسئله هیئت سه نفره منتخب فدراسیون از ستاره اروگوئه ای انتقاد کرد که زشتی و غیر ورزشی بودن اقدام خود را جدی نگرفته‌است.
این هیئت از اقدام خود هدف دیگری هم داشت و آن این که نشان دهد چنین حرکاتی در ورزش و فوتبال هیچ جایی ندارند. در بیانیه این هیئت همچنین می‌خوانیم: "بازیکنان که در سطح بالاتری از فوتبال به سر می‌برند به عنوان مدل و الگویی برای سایر بازیکنان عمل می‌کنند و به همین دلیل وظیفه دارند که احساس مسئولیت بیشتری را از خود نشان داده و حرفه‌ای تر از سایرین عمل کنند. این گونه بازیکنان باید بهترین مثال و الگو برای بازیکنان جوان و نوجوان باشند.
در تاریخ سی و یکم می سال ۲۰۱۳ سوارز گفت که به دنبال خروج از لیورپول در ماه تابستان است، در حالی که بیشتر رسانه‌ها از خانواده ستاره اروگوئه ای به عنوان عامل اصلی صبر وی برای ترک لیورپول نام می‌بردند. در تاریخ ششم اوت باشگاه لیورپول پیشنهاد هنگفت ۴۰٬۰۰۰٬۰۰۱ پوندی آرسنال را برای جذب سوارز رد کرد. بعد از مخالفت باشگاه آنفیلدی با انتقال سوارز به آرسنال، سوارز در مصاحبه ای مجدداً تأکید کرد که مسئولان باشگاه لیورپول قبلاً قول داده بودند که در صورت عدم راهیابی تیم آنفیلدی به رقابت‌های لیگ قهرمانان اروپای فصل ۲۰۱۴–۲۰۱۳، اجازه ترک لیورپول و رفتن به یک باشگاه دیگر را به او بدهند. روز بعد از مصاحبه سوارز، سرمربی وقت لیورپول براندن راجرز در مصاحبه ای گفت که لیورپول هیچ عهدی را در مورد سوارز نشکسته‌است و او با صحبت‌هایش به باشگاه آنفیلدی توهین کرده‌است. بعد از این ماجرا رسانه‌های انگلستان گزارش دادند که راجرز دستور داده سوارز تا مدتی دور از سایر بازیکنان و جداگانه تمرین کند.
در تاریخ هشتم اوت جان هری ریاست باشگاه لیورپول اعلام کرد که سوارز حق ترک باشگاه لیورپول را ندارد.

#### فصل ۱۴–۲۰۱۳، بهترین بازیکن سال
در روز چهاردهم اوت سال ۲۰۱۳ سوارز در یک موضع‌گیری جدید اعلام کرد که قصد ندارد باشگاه لیورپول را ترک کند، در حالی که گزارش‌های حاکی از این بود که احتمال تمدید قرارداد او هم وجود دارد، البته در همین گزارش‌های آمده بود که ستاره اروگوئه ای از حمایت و استقبال هواداران آنفیلدی به عنوان دلیل اصلی تغییر تصمیم خود یاد کرده‌است. سوارز به دلیل کمک به هم تیمی‌هایش دور روز بعد دوباره به تمرینات لیورپول ملحق شد، اما بنابر گزارش‌های منتشر شده از سرمربی خود عذرخواهی نکرد.
در روز بیست و پنجم سپتامبر سال ۲۰۱۳ سوارز بعد از تمام کردن دوران محرومیت در دیدار تیمش با منچستر یونایتد در مرحله سوم جام اتحادیه انگلستان به میدان رفت دیداری که با پیروزی یک بر صفر شیاطین سرخ به پایان رسید. در روز بیست و ششم اکتبر مسابقات این فصل سوارز در یک دیدار خانگی با وست بروموویچ که نهایتاً به پیروزی چهار بر یک لیورپول ختم شد، سوارز چهارمین هت تریک خود در کل مسابقات لیگ برتر و اولین هت تریکش را در آنفیلد انجام داد. بر مبنای تحلیلی که در آن زمان از سوی بی بی اسپورت در مورد عملکرد این بازیکن منتشر شد، سوارز در هر بیست حضورش از مسابقات لیگ برتر یک بار هت تریک کرده بود، آماری بهتر از تمام ۴۶ بازیکنی که بیشتر از یک بار در لیگ برتر هت تریک کرده بودند.
در روز چهارم دسامبر سال ۲۰۱۳ تیم‌های لیورپول و نوریچ سیتی در ورزشگاه آنفیلد به مصاف هم رفتند که این مسابقه با پیروزی ۵ بر ۱ قرمزهای آنفیلدی به پایان رسید و سوارز در این مسابقه هت تریک کرد تا نخستین بازیکنی در تاریخ لیگ برتر باشد که سه بار در مقابل یک تیم هت تریک می‌کند. سوارز با این هت تریک آمار گلزنی خود را در دیدارهای تیمش با نوریچ سیتی به ۱۱ گل در پنج مسابقه رسانید. در روز پانزدهم دسامبر و در جریان دیدار لیورپول و تاتنهام سوارز برای نخستین بار بازوبند کاپیتانی تیم آنفیلدی را بر بازو بست. او در این دیدار دو بار دروازه حریف را باز کرد و یک بار هم پاس گل داد تا در این پیروزی نقش قابل توجهی داشته باشد، پیروزی که قرمزهای آنفیلدی را با اختلاف دو امتیاز از آرسنال صدرنشین بر پله دوم جدول لیگ برتر قرار داد. یک روز بعد از این مسابقه نام سوارز از سوی فدراسیون طرفداران فوتبالِ انگلستان به عنوان بهترین بازیکن سال ۲۰۱۳ انتخاب شد. در روز بیستم دسامبر سوارز یک قرارداد چهار و سال و نیمه را با لیورپول منعقد کرد. سوارز با گلزنی در دیدار روز یکم ژانویه با هال سیتی دومین بازیکنی در تاریخ لیگ برتر شد که توانسته در دو یا چند فصل متوالی این مسابقات تعداد گل‌های خود را به بیست یا بیشتر برساند، رابی فاولر اسطوره سابق فوتبال انگلستان در فصل‌های ۱۹۹۴–۱۹۹۵ و ۱۹۹۵–۱۹۹۶ موفق بهاین مهم شده بود. او همچنین از نظر میزان زمان رسیدن به تعداد بیست گل در مسابقات لیگ برتر به رکورد اندی کول رسید. همکاری عالی دنیل استوریج و سوارز در مسابقات آن فصل باعث شد که به این دو زوج ساس (سوارز و استوریج) لقب دهند. در روز بیست و دوم مارس و در دیدار خارج از خانه با کاردیف سیتی که نهایتاً به پیروزی ۶ بر ۳ قرمزهای آنفیلدی ختم شد، سوارز ششمین هت تریک خود را در کلیه رقابت‌های لیگ برتر و سومین هت تریک را در مسابقات این فصل انجام داد.
در روز سی ام مارس لیورپول در خانه خود با تاتنهام صف آرایی کرد و موفق شد چهار بر صفر این تیم را شکست دهد. در این دیدار سوارز رکورد بیست و هشت گل رابی فاولر در مسابقات یک فصل لیگ برتر را شکست. گل‌های سوارز در این دیدار لیورپول را به صدر جدول لیگ برتر رسانید، در حالی که هنوز ۶ مسابقه تا پایان مسابقات فصل باقی مانده بود. در تاریخ بیستم آوریل و در دیدار خانگی با نورویچ سیتی که نهایتاً به پیروزی سه بر دوی قرمزهای آنفیلدی انجامید، سوارز باز هم گلزنی کرد تا تعداد گل‌های خود را در یک فصل لیگ برتر به سی برساند و بدین ترتیب موفق شد به رکورد یان راش در فصل ۱۹۸۷–۱۹۸۶ دست یابد و بدین ترتیب به لیست سی گله‌های تاریخ لیگ برتر شامل اندی کول، آلن شیرر، کوین فیلیپس، تیری هانری، کریس رونالدو و روبین فن پرسی اضافه شد.
در روز ۱۸ ام آوریل ۲۰۱۴ سوارز برای دومین بار پیاپی در لیست شش نفره جایزه بهترین بازیکن فصل انگلستان از نگاه کارشناسان و چهره‌های سرشناس فوتبال (PFA) قرار گرفت. در روز بیست و هفتم آوریل او این جایزه را برد و نخستین بازیکن غیر اروپایی شد که توانسته این جایزه را به خود اختصاص دهد. در پنجم ماه مه سال ۲۰۱۴ ستاره اروگوئه ای جایزه بهترین بازیکن سال را از نگاه نویسندگان رسانه‌های فوتبالی به خود اختصاص داد. سوارز فصل ۲۰۱۴–۲۰۱۳ را با کسب جایزه توپ طلای لیگ برتر فوتبال انگلستان به پایان رسانید، اما زوج تهاجمی او یعنی دنیل استوریج در رقابت برای کسب این جایزه بعد از سوارز نفر دوم شد. لیورپول در پایان این فصل بر پله دوم جدول لیگ برتر ایستاد و مجوز حضور در رقابت‌های لیگ قهرمانان آینده را کسب کرد. جایزه دیگری که در پایان این فصل به سوارز تعلق گرفت، جایزه بهترین بازیکن فصل لیگ برتر بود. سوارز همچنین در کنار رونالدو جایزه کفش طلای بهترین گلزن فصل اروپا را در کلیه مسابقات باشگاهی داخلی و خارجی به خود اختصاص داد. سوارز در روز بیستم و یک می سال ۲۰۱۴ بر صدر لیست مؤثرترین بازیکنان لیگ‌های اروپایی تکیه زد و این عنوان را بالاتر از ستاره‌هایی چون مسی، ایبراهیموویچ و کریس رونالدو به خود اختصاص داد.

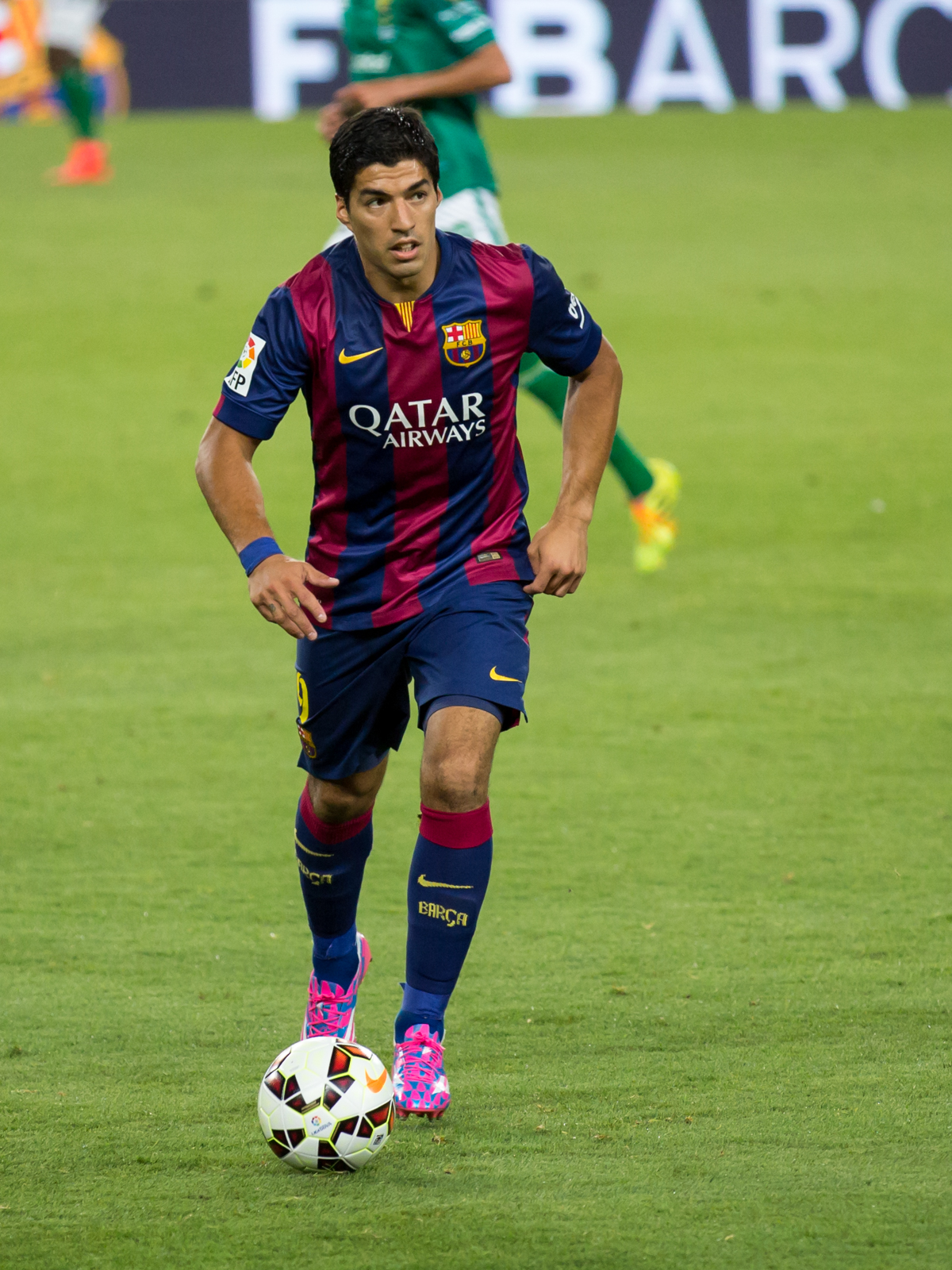
۲۰۱۴

### بارسلونا

#### امضای قرارداد و محرومیت
در تاریخ ۱۱ ژوئیه سال ۲۰۱۴ نشریات فوتبال انگلستان مطلبی منتشر کردند که که لوئیس سوارز با مبلغی به میزان ۷۵ میلیون پوند به باشگاه کاتالونیایی پیوسته‌است، اما باشگاه کاتالونیایی در روز نوزدهم اوت مبلغ این قرارداد را ۸۱ میلیون یورو اعلام کرد این مبلغ قرارداد سوارز را به یکی از گران‌ترین بازیکنان تاریخ اروپا تبدیل کرد. باشگاه کاتالونیایی همچنین اعلام نمود که لوئیس سوارز برای مسابقات فصل ۲۰۱۵–۲۰۱۴ پیراهن شماره نه باشگاه خود را خواهد پوشید. سوارز بخشی از ابتدای این فصل را به دلیل محرومیت مربوط به مسابقات جام جهانی ۲۰۱۴ از دست داد، او در جریان دیدار تیم‌های ملی اروگوئه و ایتالیا شانه جورجیو کیه لینی مدافع تیم حریف را گاز گرفت و از سوی فیفا برای مدت چهار ماه از کلیه فعالیت‌های فوتبالی محروم شد. او در همین مدت از حضور در تمرینات تیمش هم منع شد و حتی اعلام شد که ستاره اروگوئه ای به عنوان تماشاگر هم نمی‌تواند پا به هیچ استادیومی بگذارد. در تاریخ بیست و چهارم ژوئیه سوارز و وکیل اعتراضی را نسبت به رأی صادره تنظیم کرده و به دادگاه بین‌المللی ورزش در لوزان یوئیس تحویل دادند، آن‌ها در این تقاضانامه درخواست کردند محرومیت سوارز یا کاهش یابد یا این که کلا برداشته شود. در روز هشتم اوت نظرات دو طرف منازعه شنیده شد و هشت روز بعد دادگاه بین‌المللی ورزش رأی صادره فیفا را تأیید کرد. البته دادگاه بین‌المللی ورزش به سوارز اجازه داد در دیدارهای دوستانه حضور یابد. سوارز بعد از پایان مدت محرومیتش در روز ۱۸ اوت و در دیدار دوستانه با تیم لئون مکزیک دوباره برای بارسلونا به میدان رفت. البته او در ۱۴ دقیقه پایانی این دیدار به عنوان بازیکن تعویضی به میدان رفت.

#### فصل ۱۵–۲۰۱۴
سوارز بعد از طی کردن دوران محرومیت اولین دیدار رسمی خود را در مسابقه ال کلاسیکوی این فصل با رئال مادرید در سانتیاگو برنابئو انجام داد. او در این دیدار همراه با نیمار و مسی مثلث قدرتمند تهاجمی بارسا را ساخته بود. سوارز در دقیقه چهار این مسابقه به نیمار پاس گل داد، اما لوییز انریکه در نیمه دوم سوارز را تعویض کرد و بارسلونا نهایتاً در این دیدار با نتیجه سه بر یک شکست خورد.
در ابتدا به دلیل سبک متفاوت بارسلونا او در این تیم به مشکل خورد. به طوری که انتقادها از او بعد عدم گلزنی در چند دیدار به شدت زیاد شد. لوییز انریکه او را در پست بال راست بازی می‌داد و سوارز از دروازه حریفان دور بود و همین امر باعث افت گلزنی و بازی او شد. ابتدا پاس گل‌های او از راه رسید و او در بازی برابر آلمریا وقتی بارسا با یک گل از حریف عقب بود به زمین آمد و با ۲ پاس گل به نیمار و جوردی آلبا بارسا را برنده آن دیدار کرد.
بعد از صحبت با مسی و انریکه، سوارز به پست اصلی خود یعنی مهاجم نوک بازگشت. از آن پس مثلث جادویی ام‌اس‌ان (msn) را با مسی و نیمار تشکیل دادند.
در بازی با اتلتیکومادرید برای اولین هر ۳ بازیکن این مثلث گلزنی کردند و صحنهٔ شادی آن‌ها اولین قاب زیبا از این مثلث جادویی بود. سیمئونه سرمربی اتلتیکو مادرید بعد از بازی گفت: سوارز مهاجمی است که تفاوت‌ها را رقم می‌زند و این تفاوت ما با بارسلونا بود.
در روز بیست و ششم نوامبر و در دیدار با آپوئل سوارز از مرحله گروهی رقابت‌های لیگ قهرمانان اروپا نخستین گلش را برای بارسا به ثمر رساند، تیم کاتالان‌ها این مسابقه را با نتیجه چهار بر صفر به سود خود تمام کرد. در روز بیستم دسامبر سوارز در دیداری از لالیگا با کوردوبا که نهایتاً با پیروزی پنج بر صفر کاتالان‌ها به پایان رسید، اولین گل خود را در لالیگا زد. در تاریخ بیست و چهارم فوریه سوارز در دیدار رفت مرحله یک‌هشتم نهایی با منچستر سیتی در لیگ قهرمانان دو بار دروازه حریف را باز کرد و پیروزی دو بر یک تیمش را بر یکی از قدرتمندترین باشگاه‌های انگلستان رقم زد.
روز چهارم مارس ۲۰۱۵ دیدار تیم‌های بارسلونا و ویارئال در مرحله نیمه نهایی جام کوپادل ری برگزار شد، که سوارز در این مسابقه گلزنی کرده و بارسلونا با نتیجه سه بر یک پیروز شد تا باشگاه کاتالونیایی برای سی و هفتمین بار در فینال رقابت‌های مختلف باشگاهی اسپانیا حضور یابد. در روز بیست و دوم مارس و در دیدار ال کلاسیکوی برگشت این فصل در نیوکمپ، سوارز گل دوم تیمش راوارد دروازه حریف کرد تا بارسلونا با نتیجه دو بر یک حریف را شکست دهد. بعد از پایان این مسابقه لوییز انریکه در کنفرانس مطبوعاتی گفت: "بازیکنان اندکی وجود دارند که بتوانند گلی مانند گل سوارز به رئال مادرید بزنند و دلیل اصلی این که ما با این بازیکن قرارداد امضا کردیم همین مسئله بود. او یک گلزن کامل است که بازکردن دروازه حریفان کار سختی برای او نیست.
خیلی‌ها گل سوارز به مادرید را باعث قهرمانی بارسلونا در آن فصل لالیگا می‌دانند.
در تاریخ پانزدهم آوریل و در دیدار مرحله یک چهارم نهایی لیگ قهرمانان اروپا با پاریسن ژرمن که نهایتاً به پیروزی سه بر یک کاتالان‌ها ختم شد، سوارز دو گل برای تیمش زد. او قبل از زدن هر دو گل در این مسابقه دیوید لوئیس مدافع برزیلی پارسن ژرمن را کاملاً مغلوب خود کرد. این یکی از به یادماندنی‌ترین نمایش‌های یک بازیکن در تاریخ لیگ قهرمانان بود. سوارز در آن بازی با تحقیر داوید لوییز او را سوژه رسانه‌ها کرد.
در تاریخ دوم ماه مه تیم‌های بارسلونا و کوردوبا در مقابل هم قرار گرفتند که سوارز در این دیدار اولین هت تریک خود را برای باشگاه کاتالونیایی انجام داد و بارسلونا بازی را هشت بر صفر برد.
سوارز در روز ششم ژوئن و در فینال لیگ قهرمانان اروپا در برلین دروازه یوونتوس را هم باز کرد، در مسابقه ای که بارسلونا با شکست دادن یوونتوس قهرمان چمپیونزلیگ شد.
بارسلونا در آن فصل هر ۳ جام ممکن را برنده شد و برای دومین بار در تاریخ خود برنده ۳ گانه شد.
سوارز در آن فصل در ۴۳ بازی ۲۵ گل زد و ۲۱ پاس گل داد.

#### فصل ۱۶–۲۰۱۵
با شروع فصل دوم حضور سوارز در نیوکمپ یک سوارز آماده را در ترکیب بارسا داشتیم. سوارز با مسی و نیمار به خوبی هماهنگ شده بود و به اوج پختگی در ترکیب بارسا رسید. گلزنی‌ها و پاس گل‌های او توقف ناپذیر بود. او بهترین مهاجم نوک دنیا در آن فصل بود.
بارسا در سوپرجام اروپا با سویا رو به رو شد و با نتیجه ۵–۴ تیم سویا رو مغلوب کرد و سوارز در آن بازی ۱ گل زد و ۱ پاس گل داد و با بارسلونا قهرمان سوپرجام اروپا شد. بعد از آن در سوپرجام اسپانیا با بیلبائو تیم ایالت باسک رو به رو شدند و با شکست سنگین ۴–۰ در بازی رفت و تساوی در بازی برگشت نتوانستد فاتح سوپرجام اسپانیا شوند.
درخشش او زمانی بیشتر به چشم آمد که مسی مصدوم شد و زوج نیمار و سوارز شکل گرفت. آن‌ها در تمام بازی‌ها گلزنی کردند و باهم بهترین زوج دنیا را در آن بازه زمانی تشکیل دادند. از جمله بازی در برابر بایرلورکوزن که سوارز با یکی از زیباترین گل‌های خود بارسا را به برتری رساند و گل خود را تقدیم به مسی کرد. اوج درخشش سوارز و نیمار جایی بود که آن‌ها در سانتیاگو برنابئو فوق‌العاده کار کردند و باعث برتری ۴ گله بارسا برابر رقیب دیرینه شدند. در آن بازی سوارز ۲ بار و نیمار ۱ بار دروازه حریف را باز کردند.
در آن فصل سوارز به زدن سوپر گل‌های مختلف معروف شد و انواع گل‌ها را وارد دروازه حریفان کرد. از جمله گل‌های فوق‌العاده او به سوسیه داد در لالیگا و آرسنال و رم در لیگ قهرمانان اروپا.
سوارز در این فصل چندین هتریک درخشان در ترکیب بارسا انجام داد. او در برابر تیم‌های همچون ایبار، سلتاویگو ،بیلبائو و … هتریک کرد.
در جام باشگاه‌های جهان که در ژاپن برگزار می‌شد سوارز در ۲ بازی خود در این رقابت‌ها درخشید و در بازی اول در غیاب مسی و نیمار برابر گوانژو ژاپن هتریک کرد و در بازی فینال برابر ریورپلاته آرژانتین دبل کرد. سوارز در این تورنمنت با ۵ گل زده آقای گل شد و عنوان بهترین گلزن این جام را دریافت کرد و با بارسلونا فاتح جام باشگاه‌های جهان شد.
در آن فصل همه چی برای بارسا و مثلث جادویی خود عالی پیش می‌رفت تا ماه آوریل که به دلیل فیفا دی و خستگی بازیکن‌های بارسا دوران افت تیم شروع شد. بارسا ۳ بازی متوالی در ماه آوریل در لالیگا برابر رئال مادرید، سوسیه داد و والنسیا شکست خورد و اختلاف امتیاز خود با تیم دوم را از دست داد.
در همین زمان بارسا که در لیگ قهرمانان آرسنال را حذف کرده بود در مرحله یک‌هشتم به اتلتیکومادرید رسید. در بازی رفت در نیوکمپ در حالی که بارسا با یک گل عقب بود سوارز با دبل خود در نیمه دوم بارسا را به برتری رساند و بارسا را از شکست خانگی نجات داد. اما به علت خستگی زیاد بازیکنان در آن بازه از فصل در بازی برگشت در مادرید، اتلتیکو با ۲ گل بارسا را شکست داد و آن‌ها را از لیگ قهرمانان حذف کرد. سوارز در آن فصل با زدن ۸ گل در لیگ قهرمانان نقش زیادی در صعود بارسا در آن مرحله داشت.
اما اوج درخشش سوارز زمانی بود که در ۵ بازی آخر فصل لالیگا که در آن بارسا بعد از شکست‌های متوالی جای هیچ اشتباهی نداشت به تنهایی ۱۴ گل وارد دروازه حریفان کرد. او در بازی برابر لاکرونیا به تنهایی ۴ گل زد و ۳ پاس گل داد تا روی ۷ گل در یک بازی تأثیر مستقیم داشته باشد. این یکی از بهترین نمایش‌های یک بازیکن در تاریخ لالیگا بود. او در بازی بعد برابر خیخون نیز ۴ گل وارد دروازه این تیم کرد و به بتیس ۱ گل و به اسپانیول ۲ گل زد و در بازی آخر فصل که بارسا باید حتماً به پیروزی می‌رسید تا قهرمانی را کسب کند او در برابر گرانادا هتریک کرد تا با گل‌های خود قهرمانی را برای بارسا بگیرد.
سوارز در آن فصل لالیگا ۴۰ گل زد و ۱۶ پاس گل داد. او هم بیشترین گل را در آن فصل زد و هم بیشترین پاس گل را داد و تنها بازیکنی در تاریخ لالیگا شد که این ۲ عنوان را هم‌زمان کسب می‌کند. او با کسب جایزه ال پی چی به سلطنت مسی و رونالدو در لالیگا پایان داد. همچنین سوارز بهترین گلزن اروپا نیز شد و با ۴۰ گل و برای بار دوم جایزه کفش طلای اروپا را دریافت کرد.
سوارز در آن فصل همچنین با گلزنی برابر بیلبائو و همچنین والنسیا به بارسا کمک کرد تا به فینال جام حذفی اسپانیا برسد. او در بازی برابر والنسیا در نیوکمپ به تنهایی ۴ گل وارد دروازه والنسیا کرد. اما در بازی فینال برابر سویا او مصدوم شد و نتوانست به بارسا کمک کرد. بارسا در آن بازی با ۲ گل نیمار و جوردی آلبا سویا را شکست داد و فاتح جام حذفی شد.
در این فصل سوارز به همراه بارسا فاتح ۲ گانه داخلی اسپانیا شد و بهترین گلزن لالیگا و اروپا لقب گرفت. او بهترین بازیکن لالیگا و بهترین بازیکن فصل بارسلونا انتخاب شد. در ترکیب منتخب لیگ قهرمانان اروپا حضور داشت و به عنوان بهترین مهاجم نوک جهان انتخاب شد. او در مجموع در این فصل برای بارسلونا ۵۹ بار گلزنی کرد و یک آمار فوق‌العاده را به ثبت رساند.

#### فصل ۱۷–۲۰۱۶
این فصل که معروف به فصلی پر از نوسان برای تیم بارسلونا شد در ابتدا با شروع خوبی برای تیم همراه بود. فصلی که با باخت‌های عجیب و غافل‌گیر کننده بارسا برابر تیم‌های همچون آلاوز و لاکرونیا شناخته می‌شود.
بارسا در سوپرجام اسپانیا برابر سویا قرار گرفت و در همان بازی رفت در سانچزپیزخوان با گل‌های سوارز و مونیر سویا را شکست داد و در بازی برگشت نیز ۳–۰ تیم سویا را شکست داد تا در مجموع دو بازی رفت و برگشت بارسا و سوارز فاتح سوپرجام اسپانیا شوند.
فصل در ابتدا بسیار فوق‌العاده برای سوارز آغاز شد و او در همان بازی اول فصل برابر بتیس هتریکی تماشایی انجام داد. گل سوم او یک ضربه آزاد تماشایی بود که اولین گل سوارز از روی ضربه کاشته محسوب می‌شد. او در ادامه نیز گل‌های مهمی در مستایا برابر والنسیا و در سانچزپیزخوان برابر سویا به ثمر رسوند و امتیازهای زیادی برای بارسلونا در راه فتح لالیگا جمع کرد. او مثل ۲ سال گذشته این فصل هم دروازه رقیب دیرینه بارسا را باز کرد. در نیوکمپ او گل اول را وارد دروازه مادریدیا کرد. آن بازی در نهایت با تساوی ۱–۱ به پایان رسید.
تساوی‌های بد موقع و غیرقابل پیش‌بینی و همچنین شکست‌های عجیب حتی در نیوکمپ در این فصل امتیازهای بسیاری را از بارسا گرفت و خریدهای جدید بارسا مثل آندره گومز یا پاکو آلکاسر به هیچ عنوان در حد و اندازه بازی در تیمی همچون بارسلونا نبودند و نتوانستد باری از روی دوش بازیکنان اصلی تیم بردارند. پاکو آلکاسر که به عنوان ذخیره سوارز خریداری شده بود نتوانست به سطح سوارز نزدیک شود و سوارز مجبور به بازی در تمام بازی‌های فصل شد و همچون فصل گذشته به علت فشار زیاد در این فصل هم با خستگی مواجه شد همین امر و خستگی بازیکنان اصلی باعث بازی‌های پرنوسان بارسا به خصوص در لیگ قهرمانان اروپا شد.
بارسا بعد از صعود از مرحله گروهی به پاریسن ژرمن برخورد کرد. در بازی رفت در یک بازی عجیب که در آن ضعف دفاعی بارسا به شدت قابل مشاهده بود بارسا با ۴ گل به سختی شکست خورد. در آن بازی هیچ‌کدام از بازیکنان بارسا عملکرد خوبی را نمایش ندادند و موجی از انتقادات به سمت این تیم روانه شد. اما در بازی برگشت در یک شب به یادماندنی و فراموش نشدنی بارسا با یک کامبک رؤیایی با نتنیجه ۶–۱ پاریسن ژرمن را درهم کوبید و روانه مرحله بعد شد. سوارز در این بازی یکی از نقش‌های اصلی را ایفا کرد و بعد از نیمار به عنوان دومین بازیکنی که در این کامبک تأثیر داشت شناخته شد. گل زودهنگام او در دقایق اول بازی امید صعود را به دل بارسایی‌ها انداخت و پاس گل او به اینیستا در گل دوم و گرفتن پنالتی برای گل پنجم کافی بود تا تأثیر او در این کامبک به یادماندنی انکار نشدنی باشد.
بارسا در مرحله یک‌هشتم نهایی در تورین با ۳ گل بار دیگر شکست سنگینی خورد و انتقادات از این تیم به بیشترین حد خود رسید. نمایش‌های سینوسی بارسا به خصوص در زمین حریفان جای هیچ دفاعی را برای این تیم باقی نگذاشته بود. بارسا این بار در بازی برگشت نتوانست بازی را برگرداند و بار دیگر در این مرحله حذف شد. مثلث ام‌اس‌ان (msn) بارسا در مجموع این ۲ بازی حتی یک بار هم دروازه یووه را باز نکردند.
یکی از درخشان‌ترین بازی‌های سوارز در لالیگایه این فصل در دربی کاتالونیا برابر اسپانیول بود که سوارز با یک بازی تماشایی انواع دریبل‌ها را روی بازیکنان حریف زد و با ۲ گل زیبا و یک بازی فوق‌العاده زمینه برد بارسا را در دربی فراهم کرد.
سوارز در این فصل لالیگا ۲۹ بار گلزنی کرد و بارها به هم تیمی‌های خود پاس گل داد. به علت استراحت بیشتر در این فصل او نتوانست آمار فصل گذشته خود را تکرار کند اما هربار که در زمین حضور پیدا می‌کرد برای هر مدافعی ترسناک بود. او دروازه همهٔ تیم‌های لالیگا را باز کرد.
سرانجام با وجود درخشش سوارز در این فصل و برد بارسا در ۷ بازی متوالی آخر فصل به علت امتیازهای زیادی که از دست داده بودند لیگ را در هفته آخر به مادرید واگذار کردند و نایب قهرمان شدند. سوارز در این فصل بعد از مسی دومین گلزن برتر لالیگا شد. او باز هم بیشترین پاس گل را در لالیگا داد و به عنوان بهترین پاسور لالیگا برای دومین فصل متوالی شناخته شد.
همچنین گل‌های سوارز به بیلبائو، سوسیه داد و اتلتیکو مادرید زمینه رسیدن بارسا به فینال جام حذفی اسپانیا را فراهم کرد. گل او به بیلبائو صدمین گل سوارز در بارسلونا محسوب می‌شد که با یک والی به شکل قیچی گل زیبایی محسوب شد. همچنین او رفت و برگشت در نیمه نهایی جام حذفی برابر اتلتیکو گل زد. گل او در بازی رفت یکی از زیباترین گل‌های سوارز محسوب می‌شود جایی که او با جا گذاشتن چند بازیکن اتلتیکو و پیمودن کامل زمین حریف توپ را گوشه دروازه فرستاد.
سوارز به دلیل اخراج در بازی برگشت برابر اتلتیکو بازی فینال را از دست داد. بارسا در فینال با نتیجه ۳–۱ آلاوز را شکست داد و برای بار متوالی سوم قهرمان جام حذفی شد. سوارز در این فصل تنها جام حذفی را به همراه بارسلونا فتح کرد و با وجود گلزنی‌های فراوان نتوانست بیشتر از این کمک بارسلونا کند.
در مجموع سوارز در این فصل ۳۷ بار برای بارسلونا گلزنی کرد.

### اتلتیکو مادرید
او در سال ۲۰۲۰ با قراردادی دو ساله با دستمزد ۹ میلیون یورو در سال به باشگاه فوتبال اتلتیکو مادرید پیوست. او آخرین بازی خود برای اتلتیکو مادرید را مقابل سویا انجام داد و به صورت آزاد از این تیم جدا شد. او در ۸۱ بازی برای این باشگاه ۳۴ گل به ثمر رساند. 

## دوران ملی

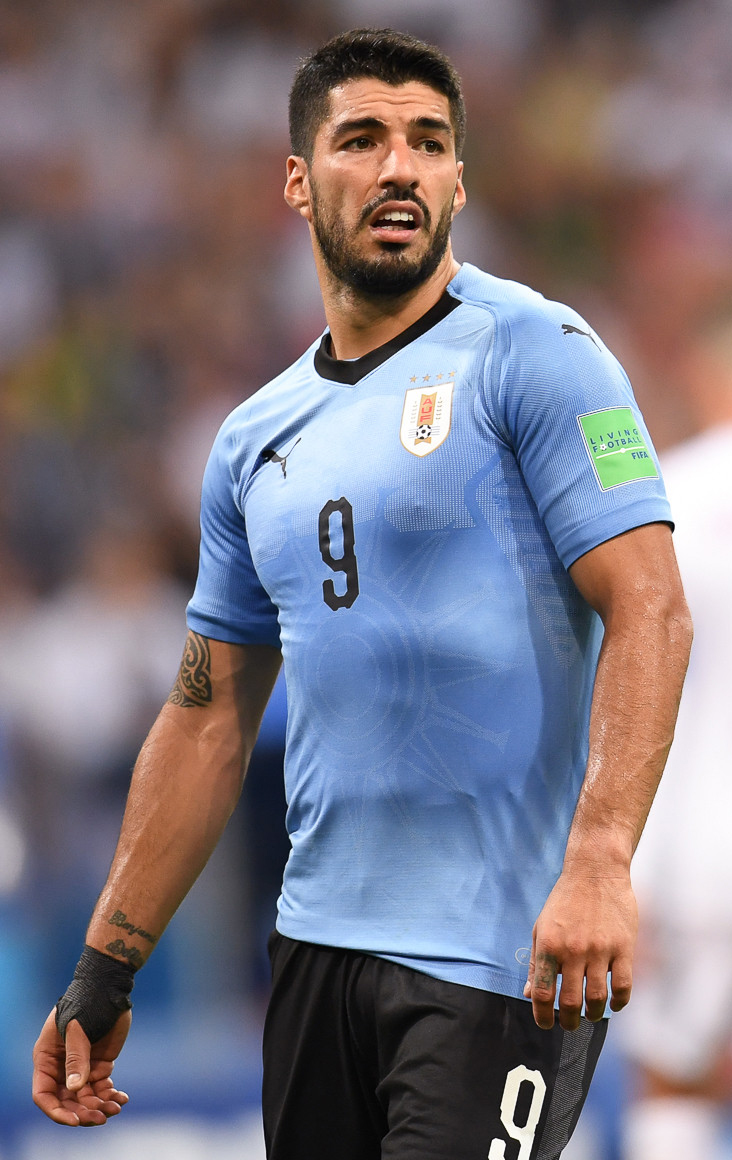
۲۰۱۸

سوارز از سال ۲۰۰۷ به تیم بزرگسالان اروگوئه دعوت شد. او در رقابت‌های انتخابی جام جهانی ۲۰۱۰ آفریقای جنوبی در ۱۹ بازی ۵ گل زد. سرانجام اسکار تابارز نام او را در فهرست ۲۳ نفره اروگوئه برای مسابقات جام جهانی ۲۰۱۰ قرار دارد. گفتنی است اروگوئه ای‌ها با درخشش لوئیز سوارز و فورلان موفق شدند مقام چهارمی جام جهانی را کسب کنند. سوارز نقش بسیار مؤثری در کسب این مقام داشت مخصوصاً در بازی برابر غنا که با دست مانع از گل خوردن تیمش در دقایق پایانی شد. هرچند داور او را اخراج کرد و یک ضربه پنالتی برای غنا اعلام کرد اما آساموا ژیان قدر این فرصت را ندانست و نتوانست تیمش را از باخت نجات دهد. او همچنین به عنوان بهترین بازیکن کوپا آمریکا ۲۰۱۱ انتخاب شد.
سوارز در مسابقات انتخابی جام جهانی ۲۰۱۴ با زدن ۱۱ گل علاوه بر کسب آقای گلی نقش انکار ناپذیری در راه‌یابی تیمش به جام جهانی داشت.

## افتخارات

### تیمی

#### ناسیونال
- لیگ دسته اول اروگوئه (۲): ۲۰۰۶–۲۰۰۵ ،۲۰۲۲–۲۰۲۱

#### آژاکس
- اردیویسیه: ۲۰۱۱–۲۰۱۰
- جام حذفی هلند: ۲۰۱۰–۲۰۰۹

#### لیورپول
- جام اتحادیه انگلستان: ۲۰۱۲–۲۰۱۱

#### بارسلونا
- لا لیگا (۴): ۲۰۱۵–۲۰۱۴، ۲۰۱۶–۲۰۱۵، ۲۰۱۸–۲۰۱۷، ۲۰۱۹–۲۰۱۸
- جام حذفی اسپانیا (۴): ۲۰۱۵–۲۰۱۴، ۲۰۱۶–۲۰۱۵، ۲۰۱۷–۲۰۱۶، ۲۰۱۸–۲۰۱۷
- سوپرجام اسپانیا (۲): ۲۰۱۶، ۲۰۱۸
- لیگ قهرمانان اروپا: ۲۰۱۵–۲۰۱۴
- سوپرجام اروپا: ۲۰۱۵
- جام باشگاه‌های جهان: ۲۰۱۵

#### اتلتیکو مادرید
- لا لیگا: ۲۰۲۱-۲۰۲۰

#### اینتر میامی
- لیگز کاپ: ۲۰۲۳
- ساپورترز شیلد: ۲۰۲۴

#### اروگوئه
- کوپا آمریکا: ۲۰۱۱

### فردی
1. بهترین بازیکن فصل آژاکس (۲ بار): ۲۰۰۹–۲۰۰۸، ۲۰۱۰–۲۰۰۹
2. بهترین بازیکن سال هلند: ۲۰۱۰–۲۰۰۹
3. آقای گل اردیویسیه: ۲۰۱۰–۲۰۰۹
4. بهترین گلزن دسته برتر جهان آی‌اف‌اف‌اچ‌اس (۳ بار): ۲۰۱۰، ۲۰۱۴، ۲۰۱۶
5. بهترین بازیکن کوپا آمریکا: ۲۰۱۱
6. حضور در تیم منتخب فصل لیگ برتر انگلستان (۲ بار): ۲۰۱۳–۲۰۱۲، ۲۰۱۴–۲۰۱۳
7. بهترین بازیکن فصل لیورپول (۲ بار): ۲۰۱۳–۲۰۱۲، ۲۰۱۴–۲۰۱۳
8. بهترین بازیکن ماه لیگ برتر انگلستان (۲ بار): دسامبر ۲۰۱۳، مارس ۲۰۱۴
9. بازیکن سال اتحادیه بازیکنان حرفه‌ای انگلستان (پی‌اف‌ای): ۲۰۱۴–۲۰۱۳
10. حضور در تیم سال اتحادیه بازیکنان حرفه‌ای انگلستان (پی‌اف‌ای): ۲۰۱۳، ۲۰۱۴
11. بازیکن سال انجمن نویسندگان فوتبال انگلستان: ۲۰۱۴–۲۰۱۳
12. بهترین بازیکن فصل انگلستان: ۲۰۱۴–۲۰۱۳
13. آقای گل لیگ برتر انگلستان: ۲۰۱۴–۲۰۱۳
14. بهترین بازیکن مرد انجمن ساپورت کنندگان فوتبال: ۲۰۱۳
15. حضور در تیم منتخب فصل لیگ قهرمانان اروپا (۲ بار): ۲۰۱۵–۲۰۱۴، ۲۰۱۶–۲۰۱۵
16. کفش طلای فوتبال اروپا (۲ بار): ۲۰۱۴–۲۰۱۳، ۲۰۱۶–۲۰۱۵
17. آقای گل جام باشگاه‌های جهان: ۲۰۱۵
18. بهترین بازیکن جام باشگاه‌های جهان: ۲۰۱۵
19. بهترین بازیکن فینال جام باشگاه‌های جهان: ۲۰۱۵
20. آقای گل لا لیگا: ۲۰۱۶–۲۰۱۵
21. بازیکن جهان لا لیگا: ۲۰۱۶–۲۰۱۵
22. حضور در تیم منتخب فصل لا لیگا: ۲۰۱۶–۲۰۱۵
23. بهترین بازیکن ماه لا لیگا (۴ بار): می ۲۰۱۶، دسامبر ۲۰۱۷، اکتبر ۲۰۱۸، دسامبر ۲۰۱۹
24. بهترین بازیکن ماه ام‌ال‌اس (۲ بار): فوریه ۲۰۲۴، مارس ۲۰۲۴

## جنجال‌ها
۱- سوارز اولین محرومیت سنگین خودش را در زمانی که در عضویت تیم فوتبال آژاکس هلند بود، تجربه کرد. جایی که وی در دیدار با تیم آیندهوون به علت گاز گرفتن عثمان باکال، از سوی فدراسیون فوتبال این کشور با محرومیت ۷ جلسه ای رو به رو شد.
۲- وی در نخستین دیدارهای ملی اش در ترکیب تیم ملی اروگوئه با تمارض خود توانست یک پنالتی برای این تیم بگیرد که با انتقادات فراوان آن روزهای رسانه‌های آمریکای جنوبی رو به رو شد.
۳- در مرحله یک چهارم نهایی جام جهانی آفریقای جنوبی در حالی که تیم ملی غنا می‌توانست با ضربه سر خود راهی مرحله نیمه نهایی رقابت‌ها شود. سوارز در دقیقه پایانی این مسابقه، با دست مانع از به ثمر رسیدن گل تاریخ ساز تیم ملی غنا شد، تا پس از اخراج وی، آساموآ جیان پنالتی حاصله را خراب کند و در نهایت شاگردان اسکار تابارس در تیم ملی اروگوئه بتوانند با برتری در ضربات پنالتی راهی مرحله نیمه نهایی رقابت‌ها شوند.
۴- در روزهای آغازی پیوستن سوارز به باشگاه لیورپول انگلستان در سال ۲۰۱۱، و در اولین حضور این ستاره در دربی مرسی ساید برابر اورتون، سوارز پس از برخورد با هافبک تافی‌ها، جک رودول با آب و تاب زیادی نقش بر زمین شد تا هافبک اورتونی‌ها با کارت قرمز مستقیم داور رو به رو شود و در نهایت قرمزهای شهر آنفیلد بتوانند در این دربی حساس با نتیجه ۲–۰ در استادیوم گودیسون پارک به پیروزی برسند.
۵- در روزهای واپسین اولین فصل حضور لوئیز سوارز در لیورپول و در دیدار سنتی و فوق‌العاده حساس لیورپول برابر منچستریونایتد، پس از درگیری لفظی با پاتریس او را به علت توهین‌های نژاد پرستانه به کاپیتان آن روز شیاطین سرخ با محرومیت سنگین ۸ جلسه ای از سوی اتحادیه فوتبال انگلستان رو به رو شد. برخوردی که تا مدت‌ها سوژه اصلی رسانه ای انگلیسی تبدیل شده بود.
۶- پس از این اتفاق و محرومیت سوارز، وی در اولین دیدار دو تیم پس از جنجال‌هایش پیرامون توهین‌های نژاد پرستانه به پاتریس اورا، در در آغازمسابقه دو تیم منچستر یونایتد و لیورپول در استادیوم اولدترافورد و در مراسم ابتدایی مسابقه، از دست دادن به این مدافع فرانسوی امتناع ورزید، تا باز هم این ستاره اهل اروگوئه با کارهایش تبدیل به تیتر اصلی رسانه ای انگلیسی شود.
۷- در سال ۲۰۱۳، شماره ۷ محبوب قرمزهای شهر آنفیلد در دیدار برابر چلسی در حرکتی عجیب و البته با سابقه برای سوارز، برانیسلاو ایوانویچ مدافع صربستانی باشگاه چلسی را گاز گرفت تا این بار با محرومیت سنگین ۱۰ جلسه ای از سوی اتحادیه فوتبال انگلستان رو به رو شود. نکته جالب پیرامون این صحنه این بود که همانند دیدار با ایتالیا در جام جهانی ۲۰۱۴، این صحنه نیز از چشمان داور مسابقه پنهان ماند اما اتحادیه فوتبال انگلستان با استناد به تصاویر ویدئویی، حکم محرومیت سنگین این فوق ستاره اهل اروگوئه را اعلام کرد.
۸- آخرین جنجال این فوق ستاره ۲۶ ساله پس از درخشش غیرقابل توصیف او برابر تیم ملی انگلستان، در روز ۲۴ ماه ژوئن اتفاق افتاد. جایی که وی در دیدار سرنوشت ساز برابر تیم ملی ایتالیا، باز هم در حرکتی مشابه که فقط از جانب خودش در دنیای فوتبال دیده شده‌است، شانه جورجو کیلینی، مدافع تیم ملی ایتالیا را گاز گرفت تا علی‌رغم پنهان ماندن این صحنه از چشمان داور مکزیکی مسابقه، با حکم محرومیت سنگین از جانب فیفا، جام جهانی ۲۰۱۴ برزیل برای امید اول شاگردان اسکار تابارس خیلی زود پایان پذیرد.

## زندگی شخصی
وقتی بچه چهارم یک خانواده ۹ نفره باشی، وقتی خانواده‌ات در هفت سالگی تو به امید یک زندگی بهتر از شهر کثیف و کوچک سالتو به مونته ویدئو نقل مکان کنند، اما تنها چیزی که نصیبت شود، جدایی پدر و مادر در ۹ سالگی باشد، وقتی حول و حوش ۱۳ سالگی تمام رویاهای کودکی ات را دور بریزی و جاروکردن خیابان‌های مناطق مرفه‌نشین مونته ویدئو را به عنوان شغل قبول کنی، باید قبول کنی زندگی چاره ای جز خشونت برایت باقی نمی‌گذارد؛ خشونتی که لوییزیتو را سر راه گروه‌های خلافکاری و دزدی و فروش مواد مخدر قرار داد و البته راهی که می‌توانست تا قبل از ۲۰ سالگی او را تمام کند. لوییزیتو خیلی زود تمام می‌شد اگر آن شب چشمش به سوفیا نمی‌افتاد؛ سوفیای خوشبختی‌ها.
خودش می‌گوید: «بهترین لحظات زندگی‌ام را همان وقت‌ها گذراندم. هنوز هم حاضر نیستم خاطرات آن وقت‌ها را با هیچ چیز دیگری عوض کنم. یک هفته خیابان‌های شهر را جارو می‌کردم و حقوقم فقط به اندازه ای بود که آخر هفته با صوفیا چندساعتی در کافه ای بنشینم و حرف بزنم.» پسرک ۱۳ ساله وسط جارو کردن خیابان‌های بالای شهر، کنار فکر کردن هر شبه به سنگفرش‌های پیاده‌رو و آشغال‌های گوشه و کنار آن و دراز کشیدن روی کارتن‌های نم کشیده گوشه پارک‌ها، وسط خود بدبختی، صوفیای رویاهایش را پیدا کرده بود؛ معشوقی که هیچ چیزش با او جور نبود. دختر بلوند ۱۵ ساله ای که دو سال از او بزرگتر بود و البته از خانواده‌ای متمول می‌آمد.
سه سال بعدی زندگی لوییزیتو این‌طور می‌گذشت، ساعت‌ها سنگفرش‌های شهر را جاروزدن و گیر آوردن چند سکه برای اینکه قرارهای همیشگی بعدازظهرهای یکشنبه با سوفیا به هم نخورد. تا همان یکشنبه لعنتی ای که صوفیا گفت هفته بعدی وجود ندارد و او و خانواده‌اش چند روز دیگر برای زندگی به بارسلونای اسپانیا مهاجرت خواهندکرد. صوفیا بعدها گفت که روز خداحافظی تلخ‌ترین لحظه زندگی اش بوده‌است. چون پسرک شرور مونته ویدئو درست در لحظه جدایی سرش را چرخانده بود و خداحافظی نکرده بود تا صوفیا خاطر رفتنش مکدر نشود. همه چیز می‌توانست همان‌جا متوقف شود، لوییزیتو باید همه چیز را فراموش می‌کرد، به خیابان‌های کوفتی برمی‌گشت و مثل خیلی‌ها بقیه زندگی اش را با عشق رفته سر می‌کرد. اما او راه فرار را پیدا کرد.
«چند ماهی افسرده شده بودم اما بعد از رفتن سوفیا هیچ چیز دیگری برایم مهم نبود. فقط فوتبال. بیشتر همبازی‌هایم در تیم ناسیونال خوشگذرانی می‌کردند، اما انگار من هیولایی درون خودم داشتم که تشنه موفقیت بود.» او پیشنهاد بازی در تمام تیم‌های بزرگ اروگوئه را رد کرد. به امید رفتن به اروپا؛ جایی که فاصله طولانی او با صوفیا را کمتر می‌کرد. چهار سال بعد از جدایی آنها، پیشنهاد گرونینگن هلند از راه رسید. انگار که فوتبال هم می‌خواست لوییزیتو را گره بزند به صوفیای رویاهایش. عاشقانه سر رفتگر و دختر وکیل برعکس همه درام‌های بزرگ دنیا، این بار پایان خوشی را تجربه می‌کرد.
لوییزیتو به هلند رفت و مدتی بعد هم سر از آژاکس درآورد. با اینکه در تمام این چندسالی که در آژاکس بازی می‌کرد، رابطه خوبی با فان باستن مربی تیم نداشت و زیاد اهل حرف زدن نبود، اما عادت مسافرت‌های هفتگی او به بارسلونا هیچ وقت قطع نشد. تمام آخر هفته‌ها را به بارسلونا پرواز کرد تا تمام حرف‌هایی را که در هلند با هیچ‌کدام از بازیکنان و دوستان و مربیانش نمی‌زد، یکجا برای صوفیا تعریف کند، تا سال ۲۰۰۹ و ازدواج در کلیسای بزرگ بارسلونا.
لوییزیتو، مثل همه آدم‌ها قصه خودش را دارد. سوارز فقیر، عصبانی و ترک تحصیل کرده از مدرسه سال ۲۰۰۳، در طول شش سال به یکی از استعدادهای بزرگ فوتبال دنیا تبدیل شده بود، چون فرشته نجاتش، سوفیا بالبی در لحظه جدایی شان به او گفته بود: «همه چیزت را بگذار روی فوتبال. این لعنتی می‌تواند ما را خوشبخت کند.» قصه ای که می‌تواند جای خالی یک دارم سانتی مانتال را در فوتبال پر کند، همان چیزی که خیلی از بچه‌هایی که در لاماسیا و دیگر مدارس فوتبال اروپا دنبال رویاهایشان می‌گردند، هیچ وقت آن را تجربه نمی‌کنند.
آن دو حالا صاحب سه فرزند هستند. دو پسر و یک دختر.

## سبک بازی

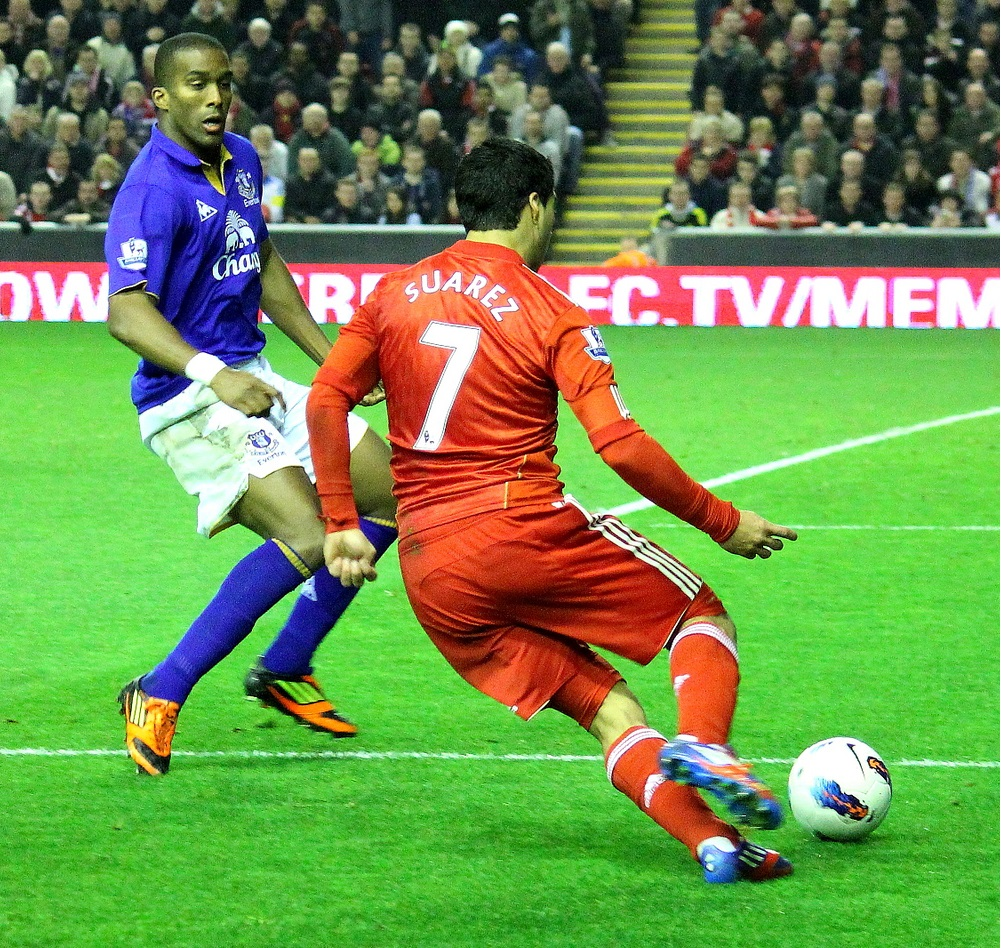
لوییز سوارز در پیراهن لیورپول

دربارهٔ لوییز سوارز می‌گویند سبک بازی اش خصوصیاتی دارد که در کمتر فارغ‌التحصیل مدارس فوتبالی پیدا می‌شود. در دنیای امروز، کمتر روی توانایی‌های فردی و روحیه مبارزه طلبی افراد کار می‌شود. همه ما در زندگی ذره ذره این خصوصیات را از دست داده‌ایم. در ۳۰–۲۰ سال گذشته آدم‌ها در برابر همه چیز حفاظت می‌شوند و این تغییرات باعث شده همه در زندگی به افراد نرم تری تبدیل شوم. انگار که همه چیز فرموله شده باشد و این فرمولاسیون هم در نهایت، محصولاتی شبیه به هم را تولید می‌کند.
در دنیای امروز فوتبال دنیا هم مدارسی فوتبال آلمان، هلند یا حتی لاماسیا بازیکنانی تربیت می‌کنند که طبق اصول حرفه‌ای فوتبال رشد کرده‌اند. روحیه مبارزه طلبی و جنگجویی در میان اصول آن‌ها جایی ندارد. به خاطر همین هم هست که ۸۰درصد مهاجمان بزرگ فعلی اروپا از آمریکای جنوبی می‌آیند. کافی است نگاهی به فهرست بهترین تیم‌های اروپایی بیندازید. آلمان، اسپانیا، ایتالیا و انگلیس هیچ‌کدام مهاجم فوق‌العاده ای در اختیار ندارند. چیزی که مهاجم‌ها را از بقیه بازیکنان متمایز می‌کند، همین روحیه جنگندگی است.
بازیکنی مثل لوییز سوارز ممکن است در سیستم تیمی بارسلونا حل شده باشد، اما همیشه موقع گره خوردن بازی فقط روحیه برنده بازیکنی مثل او می‌تواند بارسلونا را پیروز کند. درست مثل فینال لیگ قهرمانان برابر یوونتوس سوارز به جرات تنها بازیکن بارسلونا بود که در تمام نبردهای تک به تک با مدافعان یووه برنده بود و در نهایت هم گل برتری بارسا را درست زمانی که یووه تیم بهتر زمین بود، زد یا چند مرحله قبل تر و در بازی با منچستر سیتی، این سوارز بود که با روحیه جنگندگی اش و دو گلی که زد، کاتالان‌ها را به سلامت از ورزشگاه اتحاد من سیتی عبور دارد. فانتزیست‌های اسپانیایی، آلمانی‌های منضبط، ایتالیایی‌های تاکتیک گرا را بریزید دور، اگر دنبال ساختن بازیکنانی مثل سوارز هستید، بهترین جا خیابان‌های بی رحم آمریکای جنوبی است؛ خیابان‌هایی که فقط در صورت برنده بودن در آن‌ها زنده می‌مانید.
سوارز بازیکنی است که در ایجاد موقعیت گل تخصص دارد، او همچنین می‌تواند با پاهای قدرتند خود شوت بزند و تور دروازه حریفان را به لرزه درآورد، او همچنین تکنیک منحصر به فردی دارد و حرکات‌های مستقیمش به سوی دروازه حریفان زبانزد است. هری ردنپ در مورد او می‌گوید که سوارز می‌تواند در هر پستی بازی کند، هم می‌تواند مهاجم تمام‌کننده باشد و هم به عنوان یک تغذیه‌کننده مهاجم نوک عمل نماید. اسکار تابارز سرمربی تیم ملی اروگوئه سوارز را یک مهاجم بزرگ نامیده و از او به عنوان یکی از بهترین مهاجمین دنیا یاد کرده‌است. از سوی دیگر کنی دالگیش سرمربی سابق لیورپول در مورد سوارز گفته: سوارز خیلی باهوش است و آموزش‌های فوق‌العاده ای را با خود از آژاکس به آنفیلد آورد. حان آلدریچ مهاجم سابق باشگاه لیورپول می‌گوید که قابلیت‌های سوراز به او اجازه می‌دهد که خودش را به راحتی در موقعیت‌های خطرناک برای گلزنی قرار دهد. سوارز به دلیل سرعت بالا و موقعیت‌شناسی خود همواره مورد ستایش قرار گرفته‌است، همین سرعت به او اجازه می‌دهد که به خوبی از خارج محوطه جریمه به داخل بیاید، او همچنین موقعیت‌های گلزنی خوبی را برای هم تیمی‌هایش فراهم می‌کند.
مارکو فان باستن سرمربی سابق باشگاه آژاکس از سوارز به دلیل دریافت زیاد کارت زرد انتقاد کرده‌است. فان باستن ضمن اعلام این که رابطه پرتنشی با مهاجم اروگوئه ای داشته، تأکید می‌کند که سوارز پیش‌بینی ناپذیر است و همین او را به چهره خاصی در فوتبال تبدیل کرده‌است. گاهی سوارز در موقعیت برتر و بسیار خوبی قرار دارد، اما با این حال نمی‌تواند فرصت‌های خود به گل تبدیل کند، اما با این حال ویژگی‌های رهبری و مدیریتی سوارز چشمان کادر فنی آژاکس را به خود جلب کرده بود.
یکی از انتقادهای که به شکل گسترده‌ای متوجه سوارز شده، اقدام زیاد او برای انداختن خود بر روی زمین و تظاهر به انجام خطا بر روی او است، اما سرمربی و هم تیمی‌های او، همچنین آنالیزورهای مختلف در عرصه فوتبال اعتقاد دارند که این مسئله موجب شده خطاهای درست و واقعی بر روی سوارز در منطقه جریمه حریفان هم نادیده گرفته شود. در دیداری که در ماه اکتبر سال ۲۰۱۲ بین لیورپول و استوک سیتی برگزار شد، سوارز پذیرفت که در جریان این مسابقه اقدام به تظاهر به انجام خطا بر روی خود و تمارض کرده‌است، متعاقب این موضوع براندن راجرز اعلام کرد که کار سوارز درست نبوده، اما برخورد با او باید داخلی و در باشگاه باشد.

## حقایقی دربارهٔ او
1. لقب سوارز 'El Pistolero' یا 'The Gunfighter' به معنی جنگجوی تفنگدار است.
2. یکی از ویژگی‌های برجستهٔ او گوشهایش است. در واقع گوش‌های او در مدت حضورش در هلند توجهات زیادی را به خود جلب کرده بود به طوری که از گوش‌های در یک تبلیغ سمعک استفاده شده بود!
3. لوئیس زمانی که به آژاکس پیوست موی بلندی داشت اما مدتی بعد همسرش صوفیا، موهایش را کوتاه کرد. دلیل همسرش این بود که با این حرکت او به نوعی احترام خود را نسبت به کاپیتان شدنش در آژاکس نشان می‌دهد.

۴) او در ۴ ژانویه ۱۹۸۷ متولد شده‌است. میشا بارتون بازیگر فیلم The OC و یولز هولند نوازنده معروف نیز در همین تاریخ متولد شده‌اند.
۵) لوئیس در Salto که دومین شهر بزرگ اروگوئه است رشد کرده‌است. این شهر به خاطر داشتن استخر حرارتی که در طول سال ۱۰۰ درجه فارنهایت دما دارد معروف است.
۶) او در فصل ۱۰–۲۰۰۹ با به ثمر رساندن ۴۹ گل (در مجموع) بهترین گلزن لیگ هلند شد. او در همان سال بهترین بازیکن فصل این لیگ نیز شد.
۷) فدراسیون تاریخ و آمار او را بهترین گلزن فصل جهان در فصل ۱۰–۲۰۰۹ معرفی کرد.
۸) سوارز سال‌ها قبل از آمدن به بارسلونا لیونل مسی را بهترین بازیکن جهان می‌دانست. او در مصاحبه ای با روزنامه اسپانیایی El Mundo Deportivo در سال ۲۰۰۹ گفت: «مسی بهترین است، هیچ شکی در این نیست. تماشای بازی او بسیار لذت بخش است. من از مارتین کاسرس در مورد مسی پرسیدم و او گفت که در رختکن او در بین بچه هاست و بسیار فروتن است.»
۹) به گفتهٔ خود سوارز نقطه قوت او در فوتبال تکنیک و استعداد ذاتی او در گلزنی است. او می‌گوید: «من از نظر تکنیک خوب هستم و بسیار خوش شانسم که به صورت ذاتی آسان گلزنی می‌کنم. هر چند دوست ندارم در مورد خودم صحبت کنم، ترجیح می‌دهم دیگران در مورد من نظر بدهند.»
۱۰) او همنام با یکی از بهترین بازیکنان تاریخ اسپانیاست. لوئیس سوارز بزرگ، بین سال‌های ۱۹۵۰ تا ۱۹۷۰ برای بارسلونا و اینتر میلان بازی می‌کرد. ۳بار قهرمانی در سری آ، ۲ بار قهرمانی در اروپا و ۲ جام حذفی در طی ۹ فصل حضور در اینتر میلان کارنامهٔ او را درخشان می‌کند.